# Saint Kitts og Nevis' flag
Saint Kitts og Nevis' flag er skrådelt i farverne grønt, gult, sort, gult og rødt og har to hvide stjerner i det midterste sorte bånd. Stjernerne repræsenterer officielt håb og frihed, ikke de to øer Saint Kitts og Nevis, som det af og til kan læses. Flagets farver er de panafrikanske og henviser til befolkningens oprindelse. Samtidig står grønt for frugtbarhed, gult for solskin, sort for befolkningens afrikanske herkomst, mens rødt skal minde om kampen for afskaffelse af slaveri og kolonialisme. Flaget blev indført den 19. september 1983 og tjener som både nationalflag, handelsflag og statsflag. Kystvagtskibe rapporteres at benytte white ensign efter britisk forbillede, dvs. nationalflaget i kantonen på et hvidt flag delt i fire af et rødt kors.
| Flag | Spire Denne artikel om flag eller vexillologi er en spire som bør udbygges. Du er velkommen til at hjælpe Wikipedia ved at udvide den. |